# Малые Гвозды
Малые Гвозды — деревня в Себежском районе Псковской области России. Входит в состав городского поселения Идрица.

## География
Находится на юго-западе региона, в восточной части района, в лесной местности у реки Неведрянка около парной деревни Большие Гвозды.  
Уличная сеть не развита.

## История
В  1802—1924 годах земли поселения Малые Гвозды входили в Себежский уезд Витебской губернии.
В 1941—1944 гг. местность находилась под фашистской оккупацией войсками Гитлеровской Германии.
До 1995 года деревня входила в Идрицкий сельсовет.  Постановлением Псковского областного Собрания депутатов от 26 января 1995 года все сельсоветы в Псковской области были переименованы в волости и деревня стала частью Идрицкой волости.
В 2015 году Идрицкая волость, вместе с Малые Гвозды и другими населёнными пунктами, была влита в состав городского поселения Идрица.

## Население
| 2001 | 2002 | 2010 |
| ---- | ---- | ---- |
| 6    | ↗8   | ↘3   |

### Национальный состав
Согласно результатам переписи 2002 года, в национальной структуре населения русские составляли 87 % от общей численности в 8  чел..

## Инфраструктура
Личное подсобное хозяйство .

## Транспорт
Автомобильная дорога общего пользования местного значения от а/д М9 «Балтия» до дер. М. Гвозды (идентификационный номер  58-254-553  ОП  МП  58Н-124), протяжённостью 9,2 км.
Ближайшая железнодорожная станция Нащёкино в деревне Исаково.